# برهم‌زدن صلح

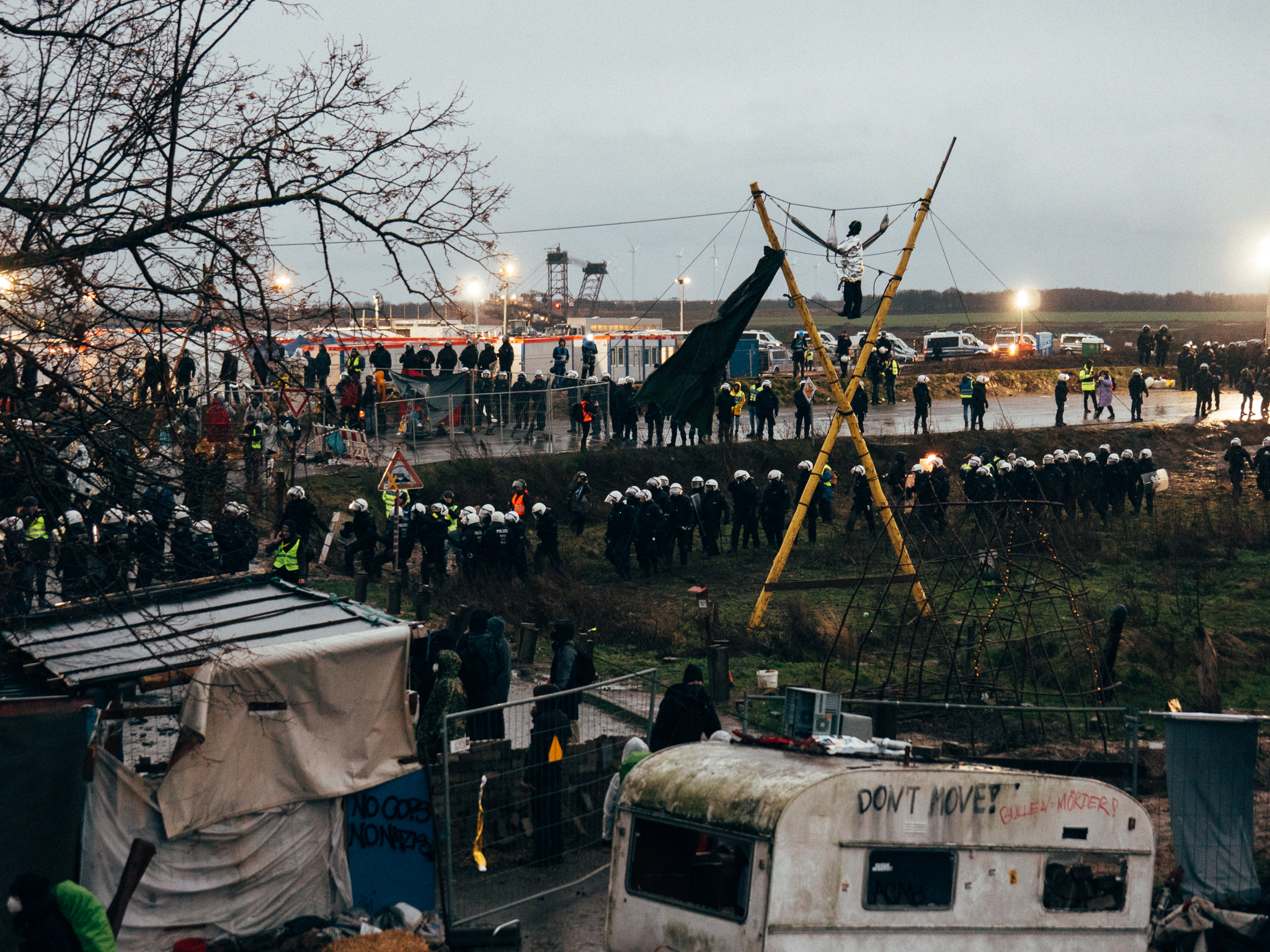
اقدام سرکوبگری توسط پلیس ضد شورش برای حامیان صلح در جریان یک پیاده روی در ورمونت امریکا

نقض صلح یا برهم زدن صلح یک اصطلاح حقوقی است که در قانون اساسی کشورهای انگلیسی زبان و به معنای نظم عمومی در چندین حوزه قضایی بریتانیا استفاده می‌شود. این نوعی رفتار آشوبگرانه است.

## نظم عمومی

### ایالات متحده
در ایالات متحده، پیگرد قانونی برای برهم زدن صلح تابع محدودیت‌های قانون اساسی است. در ترمینیلو در برابر شهر شیکاگو (۱۹۴۹)، دیوان عالی ایالات متحده اعلام کرد که قانون شهر شیکاگو که سخنرانی‌هایی را که «عموم را برمی‌انگیزد تا خشمگین شود، دعوت به اختلاف می‌کند، شرایط ناآرامی ایجاد می‌کند، یا اغتشاش ایجاد می‌کند» ممنوع می‌کند، بر اساس اولین متمم قانون اساسی ایالات متحده مغایر با قانون اساسی است. قاضی داگلاس اظهار داشت: «بر این اساس، یک کارکرد آزادی بیان در نظام حکومتی ما دعوت به اختلاف است. در واقع ممکن است زمانی که شرایط ناآرامی ایجاد کند، نارضایتی از شرایط موجود ایجاد کند یا حتی مردم را به خشم برانگیزد، به بهترین وجه به هدف عالی خود عمل کند. بیان اغلب تحریک آمیز و چالش‌برانگیز است. ممکن است به پیشداوری‌ها و پیش داوری‌ها ضربه بزند و تأثیرات ناراحت‌کننده عمیقی داشته باشد، زیرا پذیرش یک ایده را تحت فشار قرار می‌دهد.»
در سطح ایالتی، حداقل یک دادگاه استدلال کرده‌است که اساس برهم زدن صلح، پتانسیل ایجاد اختلال در آرامش یا ترویج تهدید خشونت است، و بیان کرده‌است که برهم زدن صلح آن چیزی است که " آرامش شهروندان را برهم می‌زند یا تهدید به برهم زدن می‌کند».